# Amphictis
Amphictis — род вымерших млекопитающих из семейства пандовых, подотряда псообразных, отряда хищных, чьи окаменелости были обнаружены в слоях между верхним олигоценом и верхним миоценом (28,4—7,246 млн лет назад) в Европе и Северной Америке.

## Описание
Эти животные по размеру были, видимо, близки к современной малой панде (Ailurus fulgens), хотя относительно хорошо известны только череп и зубы. Зубы Amphictis был зубами хищника широкого профиля, с простыми и заостренными премолярами, относительно острыми хищными зубами (P4 и m1) и M1, M2 и m2 с жевательными поверхностями. Если в некоторых отношениях (зубной ряд, основание черепа) морфология Amphictis примитивна, то удлинение второго нижнего моляра (который также имеет совершенно отдельный протакон и метакон) и наличие поперечных канавок на хищных зубах, указывают на принадлежность рода к семейству пандовых.

## Классификация
Первые ископаемые останки Amphictis были обнаружены в почвах верхнего олигоцена Франции и описаны в 1842 году де Бленвилем; ученый, однако, отнёс их к нынешнему роду Viverra (V. antiqua). В 1853 году Помель признал различие между французскими окаменелостями и современными Viverra, таким образом, учредив род Amphictis для образца из олигоцена. Многие другие виды олигоцена/миоцена Франции и Германии были впоследствии отнесены к этому роду, все они отличались деталями строения зубов (Amphictis aginensis, Amphictis antiqua, Amphictis borbonica, Amphictis duplicata, Amphictis schlosseri, Amphictis wintershofensis, Amphictis ambigua). Североамериканский вид, относящийся к этому роду и происходящий из Флориды — Amphictis timucua.
Amphictis считается самым древним родом пандовых (семейства, к которому в настоящее время принадлежит только малая панда). Хотя родство Amphictis с линией малой панды еще предстоит подтвердить, положение этого рода в семействе Ailuridae подкрепляется тесным филогенетическим родством между Amphictis и двумя последующими родами, Alopecocyon и Simocyon.

## Палеоэкология
Зубы различных видов Amphictis напоминают зубы современных псовых или куньих, и, видимо, подразумевают диету из мелких позвоночных, беспозвоночных, яиц и фруктов.

## Виды
По данным сайта Paleobiology Database, на сентябрь 2021 года в род включают 10 вымерших видов:
- Amphictis aginensis
- Amphictis ambigua
- Amphictis antiqua
- Amphictis borbonica
- Amphictis cuspida
- Amphictis milloquensis
- Amphictis prolongata
- Amphictis schlosseri
- Amphictis timucua
- Amphictis wintershofensis